# Römisches Brandgräberfeld Wolsfeld
Koordinaten: 49° 54′ 47″ N, 6° 29′ 27″ O
Das Römische Brandgräberfeld Wolsfeld ist ein römisches Grabfeld in der Ortsgemeinde Wolsfeld im Eifelkreis Bitburg-Prüm in Rheinland-Pfalz.

## Beschreibung
Das Gebiet um Wolsfeld war schon in der Frühzeit stark besiedelt, was durch den Fund mehrerer historischer Grabstätten bestätigt werden konnte. Unter anderem entdeckte man ein frührömisches Brandgräberfeld östlich der Gemeinde sowie ein einzelnes römisches Brandgrab nordwestlich von Wolsfeld.
Das Brandgräberfeld ist aus dem 5. bis 1. Jahrhundert v. Chr. Das einzelne römische Brandgrab stammt aus der Zeit zwischen 500 v. und 500 n. Chr. und ist somit als römerzeitlich zu datieren.

## Archäologische Befunde

### Frührömisches Brandgräberfeld
1982 wurden beim Tiefpflügen auf einem Acker nordöstlich von Wolsfeld, unmittelbar an der Gemeindegrenze zu Niederstedem, mehrere frührömische Brandgräber zerstört. Neben Leichenbrand wurden zahlreiche Keramikscherben aufgefunden, die jedoch nicht mehr nach Grabinventaren getrennt werden konnten. Ungewöhnlich ist der relativ hohe Anteil von augusteischen Funden. Das Gräberfeld reicht eventuell noch in die Spätlatènezeit zurück. Die jüngsten Funde gehören dem Ende des 1. Jahrhunderts n. Chr. an. Rund 300 m östlich lag eine römische Siedlung, von der sich älteren Berichten zufolge eine gepflasterte Straße nach Westen, also in Richtung des Gräberfeldes, zog.

### Einzelnes Römisches Brandgrab
1914 fand man am Rande einer Hochfläche westlich von Wolsfeld beim Sandabbau ein einzelnes zerstörtes römisches Brandgrab. Geborgen werden konnten nur noch eine Art Urne sowie mehrere Steinplatten, die als Umstellung dienten. Die zeitliche Einordnung liegt zwischen 500 v. und 500 n. Chr.

## Erhaltungszustand und Denkmalschutz
Das römische Brandgräberfeld wurde durch die landwirtschaftliche Nutzung vollständig zerstört. Gleiches gilt für das einzelne römische Brandgrab, welches bereits beim Auffinden zerstört war.
Die Brandgräber sind als eingetragenes Kulturdenkmal im Sinne des Denkmalschutzgesetzes des Landes Rheinland-Pfalz (DSchG) unter besonderen Schutz gestellt. Nachforschungen und gezieltes Sammeln von Funden sind genehmigungspflichtig, Zufallsfunde an die Denkmalbehörden zu melden.